# Sulfid
Sulfid je sol ali alkil ali aril derivat vodikovega sulfida (H2S). Soli spadajo v skupino kovinskih žveplovih spojin, ki vsebujejo sulfidni anion S2-.  Sulfid je lahko tudi krajše ime za sam sulfidni anion. Kovinski sulfidi so pomembna skupina mineralov in rud. V analizni kemiji spadajo v tako imenovano skupino vodikovega sulfida in skupino amonijevega sulfida. 
Alkil in aril sulfidi so organske spojine s splošno formulo R−S−R' (R- je organski ostanek), ki se imenujejo tudi tioetri. 

## Kemijske lastnosti
Žveplo v sulfidih se obnaša podobno kot kisik v oksidih in tvori sulfidni anion S2-, ki je obstojen samo v zelo alkalnih raztopinah. Takšne raztopine lahko tvori z raztapljanjem H2S ali soli alkalijskih kovin, na primer Li2S, Na2S in K2S v raztopini močnega hidroksida. Ion S2- je izjemno bazičen s pKa > 14, tako da je celo pri pH < ~15 (8M NaOH) skoraj nedokazljiv.
Sulfidni ion kljub temu protonira in je pri pH = 9 – 11 obstojen predvsm kot hidrosulfidni HS- ion. Pri še nižjem pH < 7 je obstojen kot vodikov sulfid (H2S).
Sulfidi alkalijskih in zemljoalkalijskih kovin lahko z dodajanjem žveplovega sulfida tvorijo polisulfide. 
Sulfidi so zmerni reducenti. Pri povišani temperaturi reagirajo z zračnim kisikom in tvorijo višjevalentne žveplove soli, na primer sulfate in žveplov dioksid (SO2).

## Sulfidi prehodnih kovin
Vodne raztopine kationov prehodnih kovin reagirajo z viri sulfidnih ionov (H2S, NaHS, Na2S) in tvorijo značilno obarvane, praviloma zelo slabo topne oborine kovinskih sulfidov. Zelo znan je svetlo rumeni kadmijev sulfid, pigment kadmijevo rumeno. Temna prevleka na srebrnem nakitu je srebrov sulsid Ag2S. Kovinski sulfidi so se včasih obravnavali kot soli, čeprav so kemijske vezi v sulfidih prehodnih kovin zelo kovalentne, kar jim daje polprevodniške lastnosti. Nekateri sulfidi se uporabljajo kor pigmenti, v sončnih celicah in kot katalizatorji.  

## Sulfidni minerali
Kovine in polkovine tvorijo skupno približno 600 sulfidnih mineralov, ki imajo zelo različne značilne barve in barve črt. Številni minerali so zaradi velikih količin in visoke vsebnosti kovin pomembne surovine za pridobivanje kovin, na primer železa, bakra, svinca, cinka, živega srebra, arzena in antimona.  Med najpomembnejše sulfidne minerale spadajo:
- Argentit in akantit (Ag2S)
- Galenit ali svinčev sijajnik (PbS)
- Bornit (Cu5FeS4)
- Kovelin (CuS)
- Halkopirit (CuFeS2)
- Pirit (FeS2)
- Pentlandit ((FeNi)9S8)
- Realgar (AsS)
- Antimonit ali stibnit (Sb2S3)
- Sfalerit ali cinkova svetlica (ZnS)
- Cinabarit ali cinober (HgS)
- Molibdenit  ali molibdenov sijajnik  (MoS2)

## Korozija
Raztopljeni prosti sulfidi (H2S, HS− in S2−) so zelo agresivni in povzročajo korozijo mnogih kovin, na primer jekla, nerjavnega jekla in bakra. 
Sulfidi v vodnih raztopinah povzročajo napetostno korozijo jekla, ki je poznana tudi kot sulfidna napetostna korozija. Korozija povzroča največ težav na industrijskih instalacijah, ki so v stiku s sulfidi, na primer na drobilnikih in mlinih sulfidnih rud, globokih naftnih vrtinah, cevovodih, po katerih se pretaka kisla nafta, in v proizvodnji natronskega papirja. Biogeno korozijo ali biogeno sulfidno korozijo povzročajo bakterije, ki reducirajo sulfate v sulfide. 
Pri oksidaciji sulfidov lahko kot vmesni produkti nastajajo tudi tiosulfatni ioni (S2O32−), ki povzročajo točkasto korozijo jekla in nerjavnega jekla. Hitrost korozije še povečuje prisotna žveplova kislina, ki zvišuje kislost. 

## Organske spojine
V organski kemiji se s sulfidi označujejo spojine z vezjo C-S-C, za katere je bolj nedvoumen  naziv tioeter. Tioeter je na primer dimetil sulfid CH3-S-CH3. Polifenilen sulfid ima empirično formulo C6H4S. 
Včasih se sulfidi imenujejo tudi spojine s funkcionalno skupino –SH. Takšen je na primer metil sulfid CH3-SH. Bolj primeren naziv za takšne spojine je tiol ali merkaptan, se pravi metantiol ali metil merkaptan.

## Disulfidi
Naziv disulfid ima več pomenov, kar povzroča nekaj zmede. Molibdenov disulfid (MoS2) ima dva ločena sulfidna centra, ki sta vezana na molibden v formalnem oksidacijskem stanju 4+ (Mo4+), medtem ko je železov disulfid (pirit, FeS2) sestavljen iz dianiona S22− ali −S–S−, ki je vezan na železo v formalnem oksidacijskem stanju 2+ (Fe2+). Dimetildisulfid ima strukturo CH3-S–S-CH3, medtem ko je molekula ogljikovega disulfida linearna (S=C=S) in podobna ogljikovemu dioksidu (O=C=O).
V kemiji in biokemiji žvepla se z disulfidi najpogosteje označujejo spojine z disulfidno vezjo –S-S-, ki je analogna peroksidni vezi –O-O- in igra glavno vlogo v konformaciji beljakovin in katalitski aktivnosti encimov.

## Primeri
| Formula               | | Tališče (°C) | Vrelišče (°C) | CAS število            |
| --------------------- | --- | ------------ | ------------- | ---------------------- |
| H2S                   | Vodikov sulfid je zelo stupen in koroziven plin z značilnim neprijetnim vonjem po gnilih jajcih | -85,7        | -60,20        | 7783-06-4              |
| CdS                   | Kadmijev sulfid se uporablja v fotocelicah | 1750         |               | 1306-23-6              |
|                       | Kalcijev polisulfid je tradicionalen fungicid v vrtnarstvu |              |               |                        |
| CS2                   | Ogljikov disulfid se je včasih uporabljal kot industrijsko topilo | -111.6       | 46            | 75-15-0                |
| PbS                   | Svinčev sulfid se uporablja za infra rdeče senzorje | 1114         |               | 1314-87-0              |
| MoS2                  | Molibdenov sulfid (mineral molibdenit) se je uporabljal kot katalizator za odstranjevanje žvepla iz fosilnih gorivo; uporablja se kot mazivo za visoke temperature in tlake |              |               | 1317-33-5              |
| Cl-CH2CH2-S-CH2CH2-Cl | Iperit ali gorčični plin je organski sulfid (tioeter), ki se je v prvi svetovni vojni uporabljal kot bojni plin | 13 - 14      | 217           | 505-60-2               |
| Ag2S                  | Srebrov sulfid nastaja na srebrnih električnih kontaktih v atmosferi, v kateri je prisoten H2S |              |               | 21548-73-2             |
| Na2S                  | Natrijev sulfid je pomembna industrijska kemikalija, ki se uporablja v industriji papirja in barvil, pri barvanju usnja ter obdelavi surove nafte in odpadnih vod s težkimi kovinami | 920          | 1180          | 1313-82-2              |
| ZnS                   | Cinkov sulfid se uporablja za optične leče in druge optične aparate za infra rdeči del svetlobnega spektra; cinkov sulfid, premazan s srebrom, se uporablja za alfa detektorje; cinkov sulfid s sledovi bakra se uporablja za fotoluminiscentne trakove za zasilno razsvetljavo in luminiscentne urne številčnice |              | 1185          | 1314-98-3              |
| MeS                   | Sulfidi nekaterih kovin se uporabljajo kot barvni pigmenti v slikarstvu, čeprav je njihova uporaba sporna zaradi toksičnosti (kadmij, živo srebro in arzen) |              |               |                        |
| C6H4S                 | Polifenilen sulfid je polimer z imenom sulfar |              |               | 26125-40-6, 25212-74-2 |
| SeS2                  | Selenov sulfid je antimikotik, ki se je uporabljal kot sredstvo proti prhljaju; njegova uporaba v zdravilnih in kozmetičnih preparatih je zaradi zelo toksičnega selena sporna | <100         |               | 7488-56-4              |
| FeS2                  | Kristalna mreža pirita je zgrajena iz železovega disulfida, v katerem je železo v oksidacijskem stanju 2+ (Fe2+) | 600          |               | 1317-66-4              |

## Varnost
Mnogi kovinski sulfidi so netopni v vodi in zato verjetno niso strupeni. Nekateri kovinski sulfidi reagiraljo z močnimi kislinami, kakršna je tudi želodčna kislina, pri čemer se razvija strupeni vodikov sulfid. 
Organski sulfidi so zelo vnetljivi. Med gorenjem se sprošča žveplov dioksid (SO2).
Vodikov sulfid, nekatere njegove soli in skoraj vsi organski sulfidi, ki nastajajo pri gnitju biomase, imajo močan neprijeten vonj po gnilobi. 